# Puella Magi Madoka Magica
Puella Magi Madoka Magica (魔法少女まどか☆マギカ, Mahō Shōjo Madoka Magika, "Magical Girl Madoka Magica") és una sèrie d'animació japonesa produïda per Shaft i Aniplex. Va ser dirigida per Akiyuki Shinbo i escrita per Gen Urobuchi, amb dissenys de personatges d'Ume Aoki, i adaptació del disseny de personatges de Takahiro Kishida, i música de Yuki Kajiura.

## Producció
Puella Magi Madoka Magica va començar el seu desenvolupament després que Akiyuki Shinbo expressés el seu desig de treballar en una nova sèrie de "magical girls" al productor Atsuhiro Iwakami mentre estaven treballant en Hidamari Sketch i Bakemonogatari. Durant l'etapa de planificació, Iwakami va decidir no adaptar una obra preexistent a fi de donar-li a Shinbo més llibertat en el seu estil de direcció. Es va posar en contacte amb Gen Urobuchi, de Nitroplus, per treballar en el projecte com a guionista i amb Ume Aoki per dissenyar els personajes.
Els primers deu episodis es van emetre en les cadenes MBS, TBS i CBC entre el 7 de gener i l'11 de març del 2011.

### Banda sonora
La banda sonora de la sèrie està composta per Yuki Kajiura. Va ser treta en 3 CD inclosos en els volums 2, 4 i 6 de l'edició BD al Japó i amb l'edició limitada de llançament als Estats Units. El tema d'obertura és "Connect" (コ ネ ク ト Konekuto) De Claris i el de tancament és "Magia", de Kalafina. Tots dos van ser posats a la venda el 16 de febrer de 2011. En la versió BD, el tema de tancament dels dos primers episodis és "Mata Ashita" (ま た あ し た See You Tomorrow), d'Aoi Yūki, i el del novè és "and I'am Home" d'Eri Kitamura i Ai Nonaka. Aquestes cançons van ser incloses en el primer i el cinquè volums BD / DVD al Japó, respectivament. El tema principal de la primera pel·lícula és "Luminous" (ル ミ ナ ス Ruminasu) De Claris i el de la segona és "Hikari Furu" (ひ か り ふ る Light Falling), per Kalafina.

## Argument
Existeixen "emissaris màgics" que tenen el poder de concedir un desig a una noia escollida entre moltes. Tanmateix aquesta noia haurà de convertir-se en una puella magi i es veurà obligada a lluitar contra unes entitats anomenades "bruixes", criatures malvolents nascudes de malediccions que són responsables d'assassinats i suïcidis entre altres maldats. Una noia de secundària anomenada Madoka Kaname un dia té un somni molt estrany, un somni angoixós i enigmàtic. Hauria estat una simple anècdota de no ser perquè aquell mateix matí arriba a classe una alumna nova, a la qual havia vist en aqueix somni. El mateix dia un d'aquells "emissaris màgics", anomenat Kyubey, contacta amb Madoka i la seva amiga Sayaka. L'Homura, la noia del somni, provarà d'evitar costi el que costi que la Madoka faci un contracte amb el tal Kyubey: la protagonista s'endinsa en un món fosc on res és el que sembla...

## Personatges principals
- Madoka Kaname: La protagonista, a partir de la qual es narra la història. És una noia amable, gentil i amigable de 14 anys. Viu una vida senzilla, té una família amorosa i està envoltada de bones amigues. La Madoka es veurà envoltada en un món d'ombres i ho haurà de donar tot per protegir a qui estima.[6]

- Homura Akemi: Una noia misteriosa que apareix de sobte com a estudiant d'intercanvi a la classe de la Madoka. Sembla ser una puella magi experimentada, sempre disposada a donar ominoses advertències a la protagonista. Rere cert aire d'antagonista s'amaguen uns sentiments que podrien sobrepassar l'amistat per una noia que un cop va donar sentit a la seva vida...[6]
- Sayaka Miki: La millor amiga de la Madoka. Com ella és estudiant de segon any a l'institut de Mitakihara. Poc femenina, confiada i temerària, manté un fort sentit de la justícia i adopta una actitud heroica com a puella magi.[6]

- Mami Tomoe: Aquesta noia rescata a la Madoka i la Sayaka d'una bruixa. La primera puella magi que coneix la Madoka, presenta al kyubey i s'ofereix com a mentora en cas que la Madoka i la Sayaka decideixin fer el pas i convertir-se en noies màgiques. És una veterana, altiva, elegant, actua com una germana gran per les noies, una figura exemplar. Ansiosa per aconseguir amics, demostra la glòria i l'emoció embriagadora de l'heroisme màgic, però també el terrible perill inherent d'entrar en les urpes del domini d'una bruixa.[6]
- Kyoko Sakura: Una puella magi amb molt de recorregut. Abrasiva, ferotge, egocèntrica, lluita només per si mateixa. Però potser no sempre fou així.[6]

- Kyubey: Aquest esser és un "missatger màgic" que concedeix els desitjos de noies joves, però sempre a canvi de contractar els seus serveis com a Puella Magi. Les noies i nenes que formen un contracte amb ell tenen la tasca de derrotar bruixes, unes entitats estranyes que s'alimenten de les esperances i els somnis de la gent normal. Malgrat el seu aspecte bondadós i les seves bones intencions, està molt interessat en què la Madoka faci un contracte amb ell.[6]

- Bruixes: Entitats etèries, criatures estranyes d'aspecte psicodèlic. Semblen sortides d'un malson. Són l'impuls negatiu anomenant ansietat o sospita, o ira excessiva o odi: éssers que propaguen les llavors del desastre a tot el món. Normalment, s'amaguen darrere de barreres: el seu món de fantasia, on es recreen en si mateixes, en els seus desitjos... Tot i això, podrien sofrir tant com fan sofrir.[6]

## Episodis
1. Com si ens haguéssim conegut en un somni...
2. Això sona meravellós!
3. Ja no tindré por de res
4. Tant els miracles com la màgia existeixen
5. No hi ha manera que em pugui lamentar d'això
6. Això simplement no està bé
7. Pots afrontar els teus vertaders sentiments?
8. He estat tan ximple
9. Mai vaig a permetré això
10. Ja no dependré de ningú més
11. L'única guia que queda
12. La meva millor amiga

## Conceptes
- Puella Magi (O "noia màgica", "magical girl", "魔法少女 Mahō shōjo"): Noies que han format un contracte amb un missatger de la màgia, i a canvi han obtingut el poder de la màgia. Éssers encarregats de la tasca de lluitar contra les bruixes.[7]
- Soul Gem (lit. "gemma de l'ànima", "ソウルジェム Sōru jemu"): Una joia nascuda d'un contracte amb un missatger de la màgia. Prova que una es tracta d'una noia màgica; la font del seu poder màgic. La gemma de l'ànima és la font dels poders màgics d'una puella magi; però, cada vegada que la noia utilitza els seus poders màgics, la gemma es "corromp", es degrada. Quan és "corrompuda", la gemma de l'ànima perd la seva brillantor i es torna cada vegada més i més fosca. El color de la gemma s'enfosqueix també. L'única manera de desfer la corrupció de la joia consisteix a utilitzar una grief seed, una "llavor de dolor". La llavor del dolor absorbirà la corrupció fora de la gemma. Quan una noia màgica es transforma, la gemma de l'ànima es transforma juntament amb ella i es converteix en una part del seu vestit. La puella magi pot també transformar la gemma en un anell, el que fa que li sigui més fàcil portar-la amb ella i no perdre-la. Algunes noies màgiques prou veteranes poden arribar a descobrir certs secrets sobre aquest aparentment innocent instrument...[7]
- Grief Seed (lit. "llavor del dolor" o "de l'afligiment", "グリーフシード Gurīfu shīdo"): L'ou d'una bruixa, que de tant en tant apareix després que una d'elles és derrotada. Les Noies màgiques requereixen aquests elements per aturar la degradació de les seves energies màgiques. Totes les llavors de l'afligiment drenen sofriment, que degenera els poders màgics, quan s'utilitza en una joia de l'ànima tènue, netejant-la. És com un transvasament de dolor. En un punt, el Kyubey adverteix que l'absorció de massa tristesa pot reviure la bruixa.

A vegades les noies màgiques també utilitzen llavors de dolor per provar si poden cooperar amb una altra noia màgica. S'ha de tenir en compte que aquestes llavors van molt buscades i són font de conflicte. Concedir-ne una és un símbol de simpatia, una invitació a la col·laboració. Rebutjar una llavor de dolor d'una altra noia màgica vol dir negar-se a treballar amb ella i l'hostilitat. Tant la Mami com l'Homura van fer aquest tipus de proves.
- Witch ("bruixa", "魔女 Majo): Són l'impuls negatiu anomenant ansietat o sospita, o ira excessiva o odi: éssers que propaguen les llavors del desastre a tot el món. Normalment, s'amaguen darrere de barreres: el seu món de fantasia, on es recreen en si mateixes, en els seus desitjos... Com més gran sigui una barrera més poderosa és la bruixa. Normalment ho fan per amagar-se, per viure en aïllament, però és implicat que una bruixa valenta podria no voler una barrera així. Les bruixes s'alimenten de persones, de la seva essència, del seu sentiment. En aquest sentit la barrera seria una eina de captura, on encerclen i devoren ses presses. Tot i això, també es poden alimentar de la seva essència des de fora, que és el que normalment fan, provocant així suïcidis, assassinats... Les bruixes posseeixen a les seves presses, deixen en elles un petó de bruixa ("Witch's Kiss" "魔女の口づけ Majo no kuchizuke"), una marca que apareix en un ésser humà dirigit per una bruixa.[7]

Les barreres (結界 Kekkai) són un altre món, un món alternatiu utilitzat per les bruixes per ocultar-se. En cas que un ésser humà normal hi vagui per accident, és impossible que pugui escapar. En l'anime, aquests llocs estan dissenyats i animats per Gekidan Inu Curry, un duo d'animadors amb tècniques inspirades en l'animació russa i txeca, en un estil molt diferent del la de la resta de la sèrie amb la finalitat de reforçar l'aspecte de món alternatiu, d'altre món. Dins i fora de l'anime són referides a vegades com "laberints" (迷路 Meiro) o "sales", el que ve a donar una idea del seu aspecte psicodèlic.
Els familiars (使い魔 Tsukaima) són monstres menors dividits o sorgits de l'essència d'una bruixa. Encara que normalment tenen assignada la tasca de mantenir i defensar la barrera de la seva mestressa, sembla que amb el temps poden guanyar independència i extraviar-se per formar les seves pròpies barreres.
Després de menjar-se uns quants humans - aproximadament quatre o cinc segons menciona la Kyoko- es convertiran en bruixes per si mateixes.
Els familiars no deixen anar llavors de dolor quan són assassinats llevat que hagin crescut fins a esdevenir una bruixa completa.
A vegades apareix un esser terrible, una bruixa gegantina que ha format un conglomerat de bruixes, Walpurgisnacht ("ワルプルギスの夜 Warupurugisu no yoru"). Si una bruixa individualment provoca desgràcies a petita i mitjana escala (persones, grups...), l'aparició d'una d'aquestes entitats és el senyal d'un desastre a gran escala (un huracà...).

## Altres continguts
A banda dels 12 episodis, Puella Magi Madoka Magica ha generat una allau de continguts multimèdia. S'han realitzat tres pel·lícules:
- Beginnings (［前編］始まりの物語 [Zenpen]: Hajimari no Monogatari, lit. "[Primera Part] L'inici de la història" o "La història de l'inici"): La primera de les dues pel·lícules de caràcter recopilant. Amb 130 minuts de durada, cobreix els vuit primers episodis de l'anime.
- Eternal (［後編］永遠の物語 [Kōhen]: Eien no Monogatari, lit. "[Second Part] La Història Eterna" o "La Història Eviterna"): La segona de les dues pel·lícules de caràcter recopilant. Amb 109 minuts de durada, cobreix els quatre episodis restants de l'anime.
- Rebellion (［新編］叛逆の物語 [Shinpen] Hangyaku no Monogatari, lit. "[Nova Edició] La Història de la Rebel·lió"): Amb 120 minuts de durada, serveix de seqüela a la sèrie. És una producció remarcable en tant que deconstrueix, almenys parcialment, l'anime, deixant l'a història oberta per a una possible continuació.

Hanokage ha realitzat una adaptació en manga tant de la sèrie original com de la seqüela, Rebellion. La mateixa autora il·lustra una història paral·lela amb la Mami i la Kyoko com a protagonistes: The Different Story. A banda diversos autors han fet spin offs de la sèrie, tals com Puella Magi Kazumi Magica, Puella Magi Oriko Magica, Puella Magi Tart Magica... Trobem diverses antologies, així com 4 drama CDs. A banda també cal contar videojocs per diverses plataformes i marxandatge de tota classe.

## Recepció
Puella Magi Madoka Magica ha rebut elogis aclaparadors de la crítica, lloant l'escriptura i l'apartat visual i gràfic sèrie, així com la seva desconstrucció del subgènere mahou shoujo. També ha estat un èxit comercial i té una vertadera legió de fans. La sèrie va guanyar diversos premis al Japó, i la tercera pel·lícula, The Rebellion Story, fou candidata a una nominació pels oscar.